# Pseudolasius fallax
Pseudolasius fallax é uma espécie de formiga do gênero Pseudolasius, pertencente à subfamília Formicinae.